# Acacio Mañe Elá
Acacio Mañe Elá (ur. 1904 w Ndjiakom, zm. 20 listopada 1959 w Bacie) – polityk z Gwinei Hiszpańskiej, jeden z pionierów ruchu na rzecz niepodległości Gwinei Równikowej.

## Życiorys
Należał do grupy etnicznej Fang. Jego klan, Esambira, wywodził się z regionu położonego na południe od Duali. Był najstarszym spośród dziewięciorga dzieci Buenaventury Eli Ncomo Oyé oraz Abuy de Eli. Jego rodzina należała do wąskiej grupy tubylczych mieszkańców kolonii posiadających takie same prawa polityczne jak obywatele hiszpańscy z metropolii (tzw. emancipados). Związany z kontynentalną częścią Gwinei, z centrum w Bacie, w 1919 przyjęty do misji katolickiej w tym mieście. Tam też został ochrzczony (1922) i odebrał wykształcenie. Posiadacz znaczącej plantacji położonej około 20 kilometrów od Baty. Zatrudniał około 100 nigeryjskich pracowników rolnych, zajmował się uprawą kawy oraz kakaowca, założył również firmę działającą w przemyśle drzewnym. Znany z pobożności, zainicjował budowę większego, trwalszego kościoła w swej rodzinnej miejscowości. Pracował również jako nauczyciel i katecheta. W maju 1950 udał się do Rzymu, gdzie był świadkiem ceremonii kanonizacyjnej Antonia Maríi Clareta, twórcy zakonu klaretynów. Wcześnie włączył się w działalność niepodległościową. Współpracownik  króla Santiago Ugandy, stopniowo zbudował szeroką sieć kontaktów, tak z tradycyjnymi przywódcami plemiennymi Gwinei, jak i Gwinejczykami związanymi z aparatem administracyjnym czy elitą intelektualną kolonii. Był jednym z założycieli i liderów powstałej na początku lat 50. Cruzada Nacional de Liberación de Guinea Ecuatorial (CNLGE), w 1954 przemianowanej na Ruch Wyzwolenia Narodowego Gwinei Równikowej (Movimiento Nacional de Liberación de Guinea Ecuatorial, MONALIGE). Jego działania, jak również jego wzrastające wpływy wśród rodzimych mieszkańców terytorium zostały przyjęte z niepokojem przez władze kolonialne. W dokumentach przeznaczonych dla hiszpańskich służb bezpieczeństwa wskazywano na jego kontakty z miejscowymi oddziałami Gwardii Terytorialnej, określano go mianem lidera ruchu nacjonalistycznego w Bacie, wskazywano również, iż planuje ucieczkę do Kamerunu. W związku z tymi informacjami został zatrzymany nieopodal zabudowań należących do miejscowej misji katolickiej, najprawdopodobniej po donosie złożonym przez miejscowego księdza. Przewieziony do koszar marynarki, został następnie załadowany na okręt zmierzający do Santa Isabel. Nigdy tam wszakże nie dotarł. Przypuszcza się, że jego ciało zostało wrzucone do morza. Jedną z jego ostatnich czynności przed zatrzymaniem było przygotowanie listu poświęconego wyzwoleniu i niepodległości Gwinei, który docelowo miał trafić do Organizacji Narodów Zjednoczonych, nagłaśniając w ten sposób kwestię gwinejską na forum międzynarodowym. Zabójstwo Eli przyczyniło się do wzmocnienia tendencji nacjonalistycznych w Gwinei. Zbiegło się również niemalże w czasie z nadaniem hiszpańskim terytoriom w Zatoce Gwinejskiej statusu prowincji.
Poślubił Marianę Asangono, z którą miał wielu potomków. Inne źródła jednakże wskazują, iż para doczekała się tylko jednego dziecka, syna Joaquína Mëñë M’Elę. Ze związku pozamałżeńskiego pochodził jego drugi syn, Alejandro Mëñë M’Ela, przedwcześnie zmarły w wyniku wypadku samochodowego.
W niepodległej Gwinei Równikowej uznany został oficjalnie za jednego z męczenników niepodległości. Tytuł ten, na mocy dekretu prezydenta Obianga z 2006, dzieli z Enrique Nvo Okenvem i Salvadorem Ndongiem Ekangiem. Jego imię noszą koszary w stołecznym Malabo.